# Nadleśnictwo Pniewy
Nadleśnictwo Pniewy – jednostka organizacyjna Lasów Państwowych podległa Regionalnej Dyrekcji Lasów Państwowych w Poznaniu.

## Położenie
Nadleśnictwo położone jest w województwie wielkopolskim, na obszarze trzech powiatów międzychodzkiego, szamotulskiego oraz nowotomyskiego.
Swym zasięgiem obejmuje teren ośmiu gmin (Pniewy, Szamotuły, Ostroróg, Kwilcz, Chrzypsko Wielkie, Lwówek, Duszniki, Kaźmierz).
Nadleśnictwo Pniewy graniczy z nadleśnictwami: Konstantynowo, Oborniki, Grodzisk i Sieraków. W ujęciu regionalizacji fizyczno-geograficznej znajduje się na terenie Makroregionu Pojezierza Wielkopolskiego. Według regionalizacji przyrodniczo-leśnej lasy Nadleśnictwa Pniewy przynależą do III Krainy Wielkopolsko-Pomorskiej.

## Powierzchnia
Powierzchnia ogólna nadleśnictwa wynosi 15 569,90 ha (w tym powierzchnia lasów: 14 808,04 ha). Terytorialny zasięg działania Nadleśnictwa wynosi 902 km². Lesistość Nadleśnictwa wynosi około 18,2%.

## Historia
Na historię Nadleśnictwa Pniewy składa się historia trzech byłych nadleśnictw: Pniewy, Niemierzewo i Sieraków. Z połączenia ich części powstało dzisiejsze Nadleśnictwo Pniewy, które w obecnych granicach funkcjonuje od 1 stycznia 1993 r.
Od  1945 r. istniało pod nazwą Nadleśnictwo Lipnica. W jego granicach znalazła się część lasów państwowych przedwojennych Nadleśnictw Bolewice (kompleks leśny przy Dusznikach) i Wronki (kompleksy leśne przy Kaźmierzu i Otorowie) oraz lasy upaństwowione dekretami PKWN.
W roku 1948 sporządzono dla Nadleśnictwa Pniewy prowizoryczny Plan Urządzania lasu na lata 1948/49 – 1957/58. Pod obecną nazwą Nadleśnictwo powstało w 1948 r. z siedzibą w Pniewach. Powierzchnia Nadleśnictwa 1 stycznia 1948 r. wynosiła 8310,09 ha. Z tej powierzchni na dawne lasy państwowe przypadało 1643,89 ha, reszta to lasy prywatne (32 majątki) i niewielkie własności poniemieckie. Każde z tych własności posiadało odrębny podział powierzchniowy i numeracje oddziałów.

## Zasoby leśne
Na terenie nadleśnictwa przeważają siedliska lasowe oraz borowe z dominacją sosny. Średni wiek lasów to 64 lata, a przeciętna zasobność przekracza 270 m³/ha.
| Rodzaj                               | %      | %      |
| ------------------------------------ | ------ | ------ |
| sosna, modrzew                       | 68,93% | 70,58% |
| świerk, jodła, daglezja              | 1,65%  | 70,58% |
| dąb                                  | 14%    | 29,42% |
| brzoza                               | 5,76%  | 29,42% |
| buk, klon, jawor, lipa, jesion, grab | 4,61%  | 29,42% |
| olsza i pozostałe                    | 5,05%  | 29,42% |
| Razem (Σ)                            | 100%   | 100%   |

Rozpiętość klasy wieku wynosi 20 lat (np. I klasa wieku – drzewostany w wieku do 20 lat, II klasa – 21 – 40 lat, III klasa – 41 – 60 lat itd.).
| Klasa wieku  | %      |
| ------------ | ------ |
| I            | 10,88% |
| II           | 13,87% |
| III          | 25,56% |
| IV           | 22,81% |
| V            | 11,95% |
| VI i starsze | 9,33%  |

## Łowiectwo
Na terenie nadleśnictwa znajduje się 16 obwodów łowieckich. Trzy obwody to obwody leśne, pozostałe 13 obwodów to obwody polne. Na terenie tych obwodów gospodarkę łowiecką prowadzi 12 kół łowieckich. Na terenie Nadleśnictwa Pniewy bytuje ok.: 3000 saren, 880 jeleni, 1300 dzików, 63 daniele. Ponadto występuje zwierzyna drobna: lisy, jenoty, borsuki, kuny, norki amerykańskie, tchórze, szopy pracze, zające, dzikie króliki, bażanty i kuropatwy.

## Ochrona przyrody

### Rezerwaty przyrody
Na terenie Nadleśnictwa Pniewy znajduje się dziewięć rezerwatów przyrody. Siedem z nich położonych jest na gruntach zarządzanych przez Lasy Państwowe. Są to:
- Rezerwat „Bytyńskie Brzęki"
- Rezerwat „Brzęki przy Starej Gajówce"
- Rezerwat „Huby Grzebieniskie"
- Rezerwat „Duszniczki"
- Rezerwat „Jakubowo"
- Rezerwat „Las Grądowy nad Mogilnicą"
- Rezerwat „Wielki Las"

### Obszar chronionego krajobrazu
W zasięgu terytorialnym Nadleśnictwa Pniewy znajduje się obszar chronionego krajobrazu „Rynna Jeziora Lusowskiego i Doliny Samy". Obszar ten wyróżnia się na tle silnie przekształconego krajobrazu przylegającego do aglomeracji miejskiej Poznania. Jego szczególnymi walorami są urozmaicona rzeźba terenu, obecność licznych zbiorników wodnych, bogactwo florystyczne i faunistyczne.

### Obszary Natura 2000
Na terenie Nadleśnictwa Pniewy znajduje się sześć obszarów ochrony Natura 2000, których krótką charakterystykę przedstawia poniższa tabela.
| Nazwa obszaru                    | Typ  | Powierzchnia (ha) | Charakterystyka                                                                                               |
| -------------------------------- | ---- | ----------------- | --- |
| Ostoja Międzychodzko-Sierakowska | SOOS | 696,81            | Zbiorowiska łąkowe, łęgi olszowe, żyzne lasy liściaste, grądy i buczyny                                       |
| Puszcza Notecka                  | OSO  | 1227,92           | Ostoje rzadkich gatunków ptaków, stała ostoja wilka w zachodniej Polsce                                       |
| Grądy Bytyńskie                  | SOOS | 1294,43           | Najlepiej zachowane w Wielkopolsce grądy o dużym bogactwie gatunkowym ze stanowiskiem obuwika pospolitego     |
| Ostoja Zgierzyniecka             | SOOS | 78,50             | Kompleks zbiorowisk szuwarowych z łąkami mezofilnymi i trzęślicowymi oraz fragmentem łęgu jesionowo-wiązowego |
| Zamorze Pniewskie                | SOOS | 198,69            | Cenne pojeziorne torfowiska mszarne z zaroślami wierzby                                                       |
| Jezioro Zgierzynieckie           | OSO  | 78,50             | Ostoja rzadkich gatunków ptaków                                                                               |

### Pomniki przyrody
Na terenie nadleśnictwa występują 44 pomniki przyrody, w tym:
- pojedyncze drzewa –40szt.
- grupy drzew – 4 szt.

### Ochrona gatunkowa
Na terenie nadleśnictwa występuje ok. 50 gatunków roślin chronionych, z których niektóre podlegają ochronie ścisłej. Najcenniejsze gatunki roślin to m.in.:
- obuwik pospolity
- widłaki
- pomocnik baldaszkowy
- rosiczka okrągłolistna
- bagno zwyczajne
- lilia złotogłów
- przylaszczka pospolita
- wawrzynek wilczełyko

Pośród zwierząt 278 gatunków podlega ochronie. Wśród nich występuje: 18 gatunków bezkręgowców, 12 gatunków płazów, 5 gatunków gadów, 222 gatunków ptaków i 21 gatunków ssaków. Na szczególną uwagę zasługuje rzęsorek rzeczek – rzadka ryjówka będąca najmniejszym ssakiem żyjącym w Polsce.
W nadleśnictwie wyznaczono także strefy ochronne ostoi, miejsc rozrodu i przebywania rzadkich gatunków ptaków objętych ochroną gatunkową. Obecnie na terenie Nadleśnictwa Pniewy zlokalizowanych jest 18 stref ochronnych ptaków.